# 聖き彼の人/WINTER LOVERS
「聖き彼の人／WINTER LOVERS」（きよきかのひと／ウィンター・ラヴァーズ）は、1997年10月24日に発売されたEPOの30枚目のシングル。発売元はKitty Records。規格品番はKTCR-1453。

## 概要
帯コピー：〜EPOからの冬の贈り物〜
クリスマスを意識した楽曲を4トラック収録したマキシシングル。「聖き彼の人」と「WINTER LOVERS」の2曲は両A面扱いとなっている。カップリング曲「満ち行きて」は、テレビ東京(TX系)「世界の遺産」のテーマソングとして使用された。編曲には、EPO自身のほかに千住明が参加している。
「聖き彼の人」は、2013年12月にリリースされたミニアルバム『Sacred Note〜神聖な覚え書き〜』でセルフカバーが行われた。「WINTER LOVERS」は、2023年3月現在アルバム未収録曲となっている。
ジャケットに用いられているペガサスの写真は、芸術家の片瀬和夫が撮影したもの。

## 批評
音楽情報サイトCDジャーナルのページでは、「いずれも清らかなメロディのゆったりした豊かな楽曲揃い。サウンドは個性的で、強いて言えばクラシックと民族音楽、さらにヨーロッパの古楽をミクスチャーしたような趣がある。凛として上品な清々しい作品。」と紹介されている。

## 収録曲
| 全作詞・作曲: EPO。 |                                    |           |            |             |      |
| #                   | タイトル                           | 作詞      | 作曲・編曲 | 編曲        | 時間 |
| 1.                  | 「聖き彼の人」                     | EPO       | EPO        | EPO・秋元薫 | 5:58 |
| 2.                  | 「WINTER LOVERS」                  | EPO       | EPO        | EPO・秋元薫 | 6:39 |
| 3.                  | 「満ち行きて」                     | EPO       | EPO        | 千住明・EPO | 4:15 |
| 4.                  | 「聖き彼の人」(Isyleria Salya MIX) | EPO       | EPO        | EPO・秋元薫 | 6:11 |
| 合計時間:           | 合計時間:                          | 合計時間: | 23:03      |             |      |

## 参加ミュージシャン
聖き彼の人
- Drums: 新井田耕造
- W.Bass: バカボン鈴木
- A.Guitar: EPO
- E.Guitar: 秋元薫
- Programming: 秋元薫・熊原正幸[5]
- Ethnic percussion: 八尋知洋[6]
- Spacy percussion: 渡辺亮[7]
- Additional Ethnic Vox: 前田康美
- Spacy Ethnic Vox: 渡辺亮

WINTER LOVERS
- E.Bass: バカボン鈴木
- E & A.Guitar: 秋元薫
- Keyboards: EPO・秋元薫
- Programming: 秋元薫・熊原正幸
- A.Piano: EPO

満ち行きて
- Strings: 篠崎正嗣ストリングス
- Programmer: 岸利至
- Percussion: 渡辺亮
- Additional Chorus: NORI WATANABE

## 収録アルバム

### 聖き彼の人
- Soul Kitchen
- TRAVESSIA EPO'S BEST 1980-1999
- Sacred Note〜神聖な覚え書き〜（別アレンジ）

### 満ち行きて
- TRAVESSIA EPO'S BEST 1980-1999
- AQUANOME LIVE at Valley of GANGALA in Okinawa（ライブ・バージョン）